# Personaggi di Brooklyn Nine-Nine
Questa voce contiene un elenco dei personaggi presenti nella serie televisiva Brooklyn Nine-Nine (2013-2021) dell'emittente televisiva Fox (per le prime cinque stagioni), e poi su NBC (per le restanti tre).
La serie è ambientata nel fittizio 99º distretto di polizia di New York, segue le vicende di un gruppo di detective. La prima stagione ha debuttato il 17 settembre 2013.

## Personaggi Principali

### Jake Peralta
Jacob "Jake" Jeffrey Peralta è uno dei migliori detective del distretto, dotato di grande intelligenza e perspicacia, nonostante tenda ad avere un atteggiamento buffonesco e infantile. La sua vita è stata segnata dall'assenza del padre, un pilota di linea fedifrago, sebbene, nel corso della serie, riesca a ricucire i rapporti con lui. Ha origini ebree e italiane. Insieme a Holt, è l'unico personaggio ad apparire in tutti gli episodi della serie.
Jake sogna di diventare poliziotto da quando era piccolo e ha iniziato la sua carriera come agente di pattuglia per il 74° distretto, dove era amico del collega Stevie Schillens, fino alla sua promozione a detective del 99° distretto nel 2005. Ha una passione per la serie di film Die Hard. Il suo migliore amico è il collega Charles Boyle; ha anche una forte amicizia con Rosa Diaz, di cui era compagno all'accademia di polizia, e con Gina Linetti, che conosce da quando erano bambini. Nel corso della serie si mette insieme alla collega Amy Santiago e successivamente si sposa e ha un figlio con lei. Inizialmente ha un rapporto conflittuale con il capitano Holt, ma col tempo matura per lui un profondo rispetto, arrivando a vederlo come il padre che non ha mai avuto. 
Alla fine della serie, Amy ottiene una promozione e Jake decide pertanto di lasciare il suo lavoro al distretto per occuparsi a tempo pieno del figlio McClane "Mac" Peralta-Santiago.
Interpretato da Andy Samberg, doppiato in italiano da Simone Crisari.

### Rosa Diaz
Rosalita "Rosa" Diaz è una detective del 99° dal carattere duro e intelligente. Tende a nascondere molto della sua personalità e della sua vita privata, sebbene vari elementi trapelati della serie fanno intendere che abbia avuto un passato difficile.
Sebbene sia una persona leale e una poliziotta efficace, i suoi modi di fare incutono timore nelle persone intorno a lei, inclusi i suoi amici e colleghi. Nel corso della serie frequenta diverse persone, tra cui Marcus, il nipote del capitano Holt, e il collega Adrian Pimento. Fa coming out come bisessuale nella quinta stagione e ciò la mette in contrasto con i rigidi genitori, sebbene, in seguito, riesca a restaurare i rapporti con loro. 
In seguito all'omicidio di George Floyd, avendo perso fiducia nel sistema di polizia, nell'ottava stagione Rosa lascia la polizia di New York per diventare un'investigatrice privata, pur mantenendo un rapporto di amicizia con gli ex colleghi. Ha vinto per tre volte di fila la caccia al tesoro di Halloween.
Interpretata da Stephanie Beatriz, doppiata in italiano da Giò Giò Rapattoni.

### Terry Jeffords
Terrence "Terry" Vincent Jeffords è il supervisore del 99° distretto. Ha un aspetto massiccio e imponente, che contrasta con la sua personalità paterna, gentile e premurosa, seppur sia incline ad avere attacchi d'ansia. Ha una moglie e tre figlie piccole ed è spesso in apprensione all'idea che il suo lavoro possa mettere in pericolo la sua vita, correndo così il rischio che le sue figlie crescano senza un padre. Ha l'abitudine di parlare di sé in terza persona e ha una predilezione per lo yogurt e per il culturismo. In numerose occasioni deve atteggiarsi come il membro responsabile del 99° per tenere in riga l'esuberanza dei colleghi. 
Ha iniziato la sua carriera in polizia nel 1995 nel 65° distretto, dove era preso di mira a causa di un caso fallito, sebbene in seguito lui e Jake dimostreranno che aveva ragione. Si è laureato con lode alla Syracuse University e ha fatto un viaggio studio in Giappone, doveva ha avuto una relazione finita male con una studentessa giapponese. Nella seconda stagione, Terry medita di sottoporsi a una vasectomia per volere della moglie, ma Jake lo convince a non farlo quando scopre che vorrebbe avere altri figli. Successivamente, ha una terza bambina che viene chiamata Ava e Jake viene nominato suo padrino.
Nonostante sia soddisfatto del suo ruolo di sergente, nel corso della serie Terry cerca più volte di ottenere una promozione; diventa tenente nella sesta stagione e nel finale, dopo che Holt è diventato vice commissario del programma di riforma della polizia, Terry gli succede come nuovo capitano del 99° distretto.
Interpretato da Terry Crews, doppiato in italiano da Sergio Lucchetti.

### Amy Santiago
Amy Santiago è una poliziotta cubano-americana del 99° distretto, con un carattere nevrotico, ligio alle regole e laborioso. La sua personalità la porta a cercare di ingraziarsi qualsiasi forma autoritaria a lei riconosciuta e ciò la porta inizialmente a essere alienata dai colleghi, in particolar modo da Jake, ma in seguito riesce a legare anche con loro. È una persona estremamente competitiva (dovuto anche al fatto che ha sette fratelli) e un'amante dei cruciverba e quiz. Nutre una particolare ostilità per il fratello David, anche lui un poliziotto, in quanto la madre ha sempre favorito i suoi successi a quelli di Amy. Nel corso della serie inizia una relazione con Jake, che sfocia poi nel matrimonio e nella nascita di un figlio.
Amy lavorava originariamente come agente di pattuglia del 64° distretto, ma chiese il trasferimento al 99° dopo aver subito una molestia sessuale da parte del suo capitano dopo essere stata promossa detective. Tenne per sé l'avvenimento per anni per timore di subire ripercussioni nella sua carriera, salvo poi parlarne con Jake durante un'indagine di violenza sessuale.
In seguito, Amy viene promossa a sergente e viene messa a capo di un programma di riforma per la polizia. Con Amy particolarmente impegnata nel nuovo lavoro, Jake decide di dimettersi per occuparsi a tempo pieno del loro figlio. 
Interpretata da Melissa Fumero, doppiata in italiano da Letizia Scifoni.

### Charles Boyle
Charles Boyle è un detective del 99° goffo e nevrotico, ma onesto, leale e laborioso. Idolatra il suo migliore amico Jake in modo rasente l'ossessione e tende a essere esageratamente schietto, mettendo spesso in imbarazzo e a disagio i colleghi. 
Boyle è divorziato e, nella serie, intraprende diverse relazioni. Nella prima stagione ha una cotta non corrisposta per Rosa e in seguito inizia una relazione sessuale con Gina. Nella terza stagione conosce Genevieve Mirren-Carter, vittima di un furto d'arte con cui va a convivere e adotta un figlio dalla Lettonia di nome Nikolaj.
Boyle è un grande e impenitente buongustaio e più volte intraprende attività correlate alla cucina, sebbene difficilmente vadano a buon fine. Ha una famiglia allargata eccentrica a cui è molto legato, sebbene nell'ottava stagione scopra di non essere biologicamente un Boyle, essendo nato in seguito a un tradimento di sua madre. Ha una rivalità unilaterale con il cavallo della polizia Burro d'Arachidi.
Boyle è l'unico membro del cast, oltre Hitchcock e Scully, a non venire licenziato o a cambiare rango nel corso della serie. Nel finale diventa il nuovo detective senior del distretto quando Jake si ritira e viene idolatrato dal suo nuovo partner similmente a come lui stesso faceva con Jake.
Interpretato da Joe Lo Truglio, doppiato in italiano da Corrado Conforti (st. 1-7) e da Luca Dal Fabbro (st. 8).

### Regina "Gina" Linetti
Regina "Gina" Linetti è la sarcastica ed egocentrica amministratrice civile del 99° e assistente personale di Holt. Nonostante si atteggi con fare superficiale, è dotata di un grande spirito di osservazione e spesso dà prova di una notevole intelligenza. È estremamente narcisista e ossessionata dai social media, oltre che ad avere tendenze cleptomane. Ama prendere di mira i colleghi del 99° con vari scherzi.
Gina e Jake sono amici fin dall'infanzia ed è stato Jake a trovarle lavoro al distretto. Ha avuto diverse relazioni, tra cui una con Boyle, ma non si è mai sposata. Rimane incinta di Milton, il cugino di Charles, rimanendo a casa dal lavoro per diverso tempo in maternità. Nella sesta stagione, con l'aiuto di Jake, capisce che dovrebbe sfruttare i suoi talenti altrove, quindi lascia il lavoro e diventa una celebrità di Internet. Tale impiego la rende molto impegnata e si vede più raramente con gli ex colleghi, ma la fa arricchire notevolmente.
Interpretata da Chelsea Peretti, doppiata in italiano da Federica D'Amico.

### Raymond Holt
Raymond "Ray" Jacob Holt è il comandante del 99° distretto. Ha un atteggiamento costantemente formale, freddo, calmo e robotico e tende a non mostrare le sue emozioni agli altri. Ha interessi sofisticati e colti, tra cui musica classica e l'opera. Nonostante i molti anni di servizio di successo, il 99° rappresenta il suo primo ruolo di comando, presumibilmente a causa del razzismo e dell'omofobia dilaganti nella polizia. Ha fatto coming out nel 1987 e ha creato e guidato un gruppo di supporto per i membri LGBTQ afroamericani nel NYPD. Era un detective della omicidi negli anni '80 e ha trascorso dodici anni nel Community Affairs Bureau immediatamente prima di essere promosso a Capitano del 99°.
Holt è sposato con Kevin Cozner, un accademico della Columbia University, e insieme hanno un corgi di nome Cheddar che trattano come un figlio. La sua nemesi è Madeline Wuntch, una collega che cerca spesso di ostacolare la sua carriera e reputazione. Ha un tatuaggio il cui soggetto viene svelato solo nel finale della serie, ovvero Cheddar con la testa di Kevin. Nel corso della serie sviluppa un rapporto affettivo con i vari membri del distretto, in particolar modo Jake, a cui confida nell'ultimo episodio che è come il figlio che non ha mai avuto.
Nel finale della terza stagione, Jake e Holt devono farsi mettere temporaneamente sotto protezione testimoni in Florida quando vengono minacciati da un boss della malavita; successivamente, Holt stringe un patto con un mafioso per scagionare Jake e Rosa, che sono stati incastrati da una tenente corrotta, situazioni che si risolvono con l'arresto dei criminali. Nella sesta stagione, Holt si oppone alle politiche regressive del commissario John Kelly alleandosi con Wuntch, la quale, ottenuto il ruolo, fa declassare Holt ad agente in uniforme, sebbene poi riottenga il ruolo di capitano dopo la morte di Wuntch. Nell'ottava stagione, Holt viene oberato di lavoro a causa delle difficoltà della pandemia Covid e per le proteste in seguito alla morte di George Floyd, e ciò porta delle difficoltà coniugali con Kevin, separandosi brevemente. I due riescono però a tornare insieme e rinnovano i loro voti dopo aver svolto terapia di coppia.  Nel finale della serie, viene nominato vice commissario del programma di riforma della polizia.
Interpretato da Andre Braugher, doppiato in italiano da Paolo Buglioni.

### Michael Hitchcock
Michael Hitchcock è un detective del 99°, socio di Scully con cui fa squadra nella polizia da oltre trent'anni. Lui e l'amico vengono ritratti solitamente come poliziotti inetti e pigri, sebbene in alcune occasioni diano prova di una certa competenza che viene frenata dalla loro pigrizia. In gioventù Hitchcock e Sully erano ottimi detective con fisici palestrati, ma subirono una decadenza dopo aver scoperto le ali di pollo fritte. A differenza dei loro colleghi, entrambi preferiscono lavorare in ufficio piuttosto che andare sul campo. Ha un atteggiamento spesso perverso, soprattutto nei confronti delle donne, che disgusta e mette a disagio gli altri poliziotti.
Hitchcock detiene il record di casi chiusi nel 99°, uno in più di Terry, essendo nel distretto da vent'anni prima di lui. Nell'ottava stagione, Hitchcock va in pensione e si trasferisce in Brasile in seguito alla pandemia Covid, mantenendosi in contatto con Scully attraverso FaceTime; tuttavia, nel finale viene rivelato che in realtà non si è mai dimesso né trasferito in Brasile e ciò gli permette di vincere la caccia al tesoro conclusiva della serie.
Interpretato da Dirk Blocker, doppiato in italiano da Luciano Roffi.

### Norm Scully
Norman "Norm" Scully è un poliziotto pigro e inetto, miglior amico e partner di Hitchchock da oltre trent'anni. Ha un innato talento come tenore lirico, è madrelingua francese, conosce il codice Morse e ha la straordinaria capacità di ricomporre documenti triturati. Soffre di vari e disgustosi problemi medici che spesso espone ai colleghi. Nelle prime stagioni aveva una moglie e un cane, entrambe di nome Kelly; viene poi lasciato dalla moglie e inizia a frequentare una donna di nome Cindy, che gli somiglia molto. Ha un fratello gemello identico di nome Earl.
Come Hitchcock, Scully in gioventù era un poliziotto bravo e avvenente, ma subì una decadenza fisica e lavorativa dopo aver scoperto una passione per alette di pollo fritto. Nonostante ciò, in alcune circostanze entrambi danno prova di poter essere dei bravi detective se si mettono di impegno.
Interpretato da Joel McKinnon Miller, doppiato in italiano da Dante Biagioni (st. 1-2) e da Bruno Alessandro (st. 3-8).

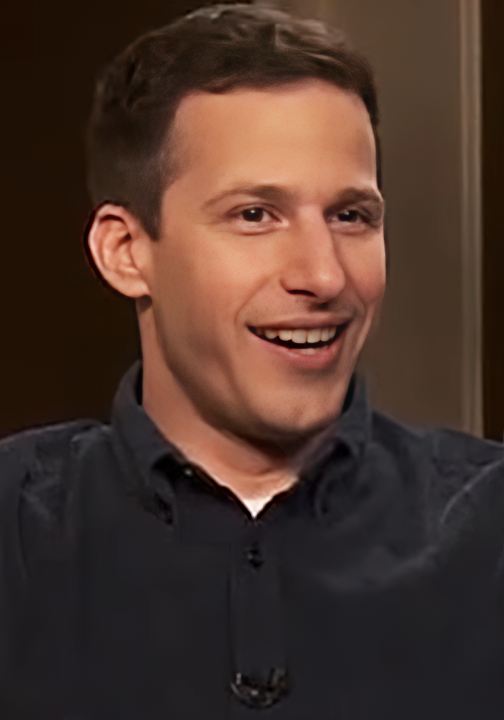
Andy Samberg interpreta Jake Peralta.
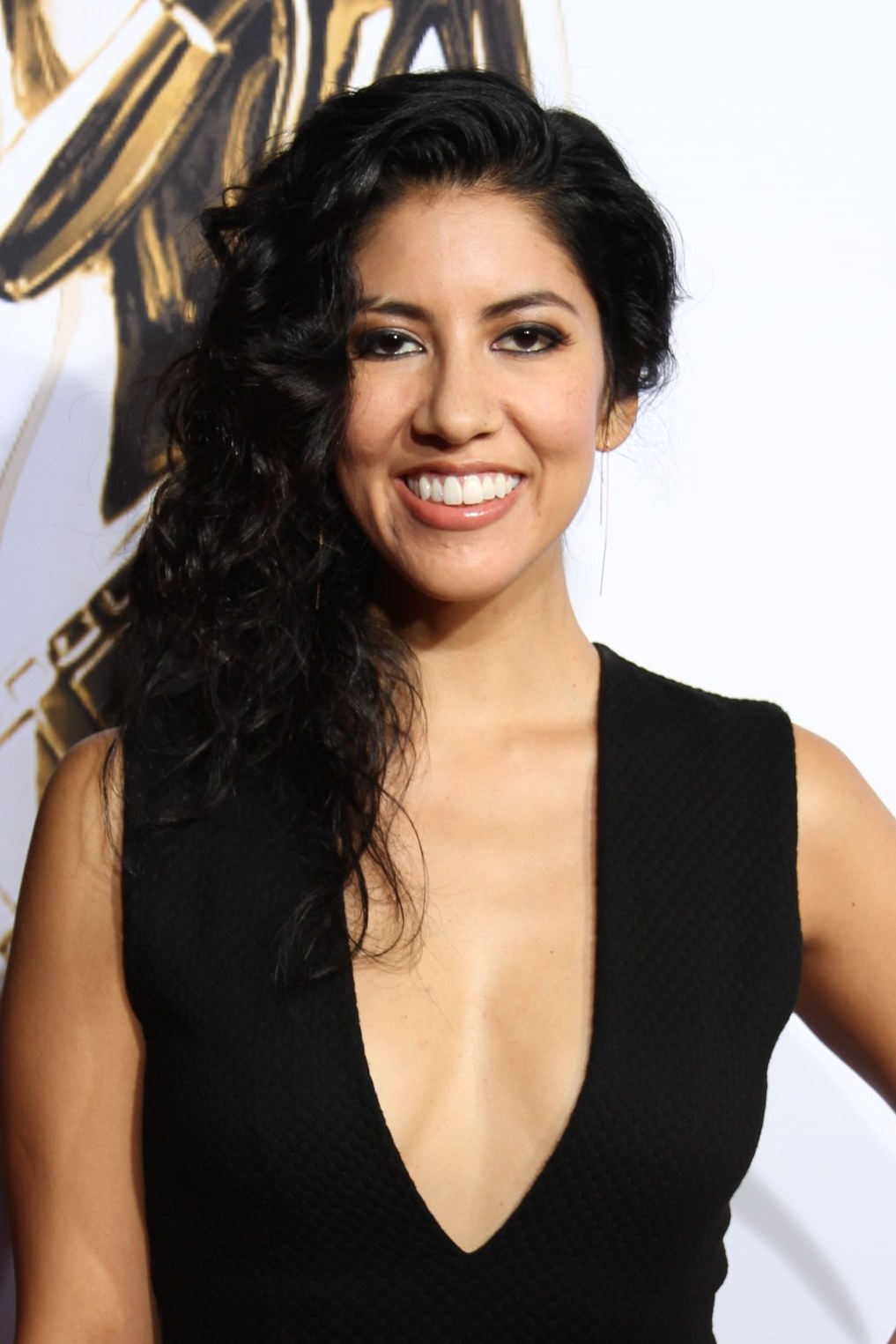
Stephanie Beatriz interpreta Rosa Diaz.
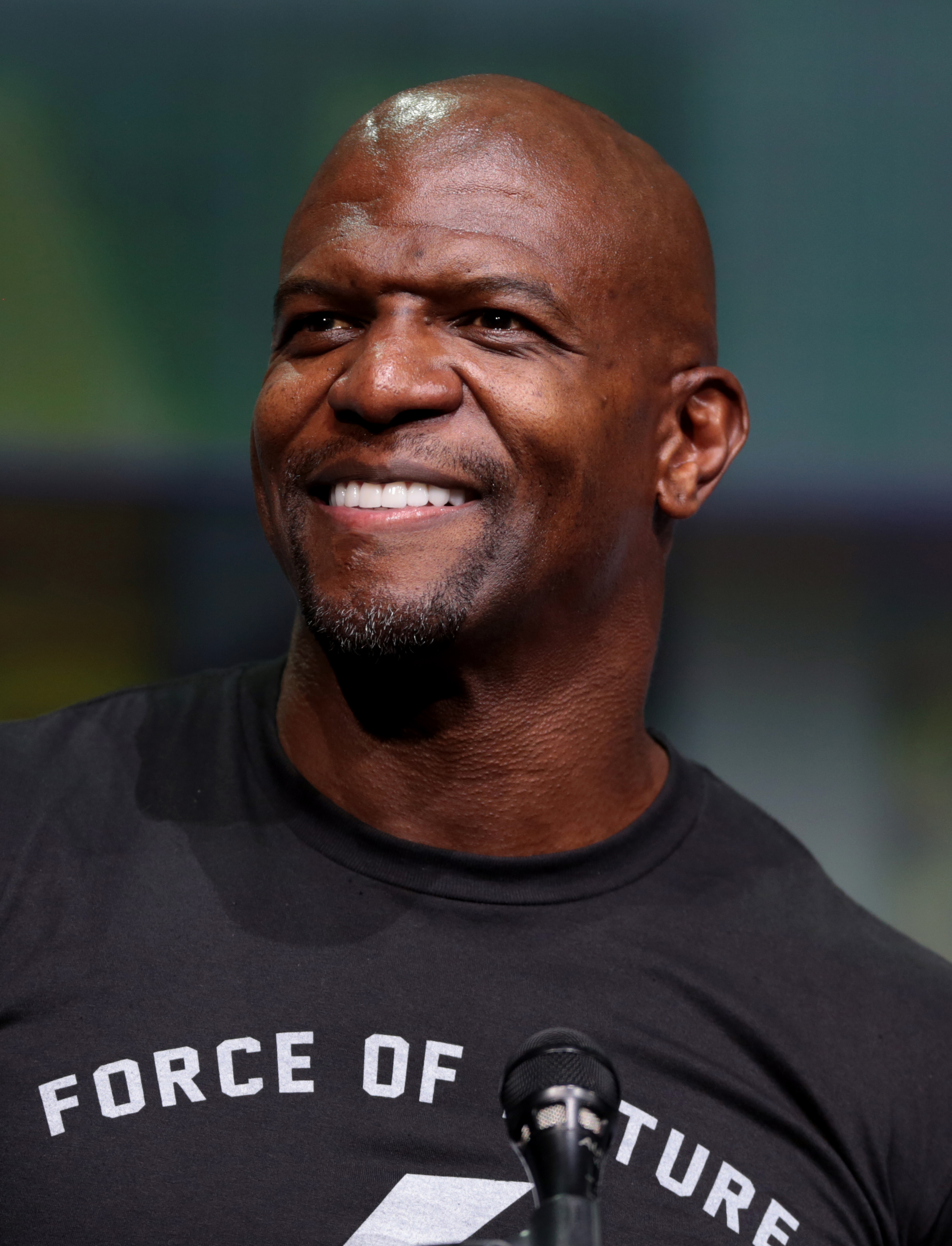
Terry Crews interpreta Terry Jeffords.
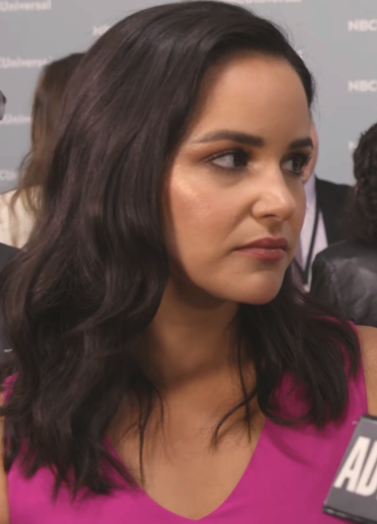
Melissa Fumero interpreta Amy Santiago.
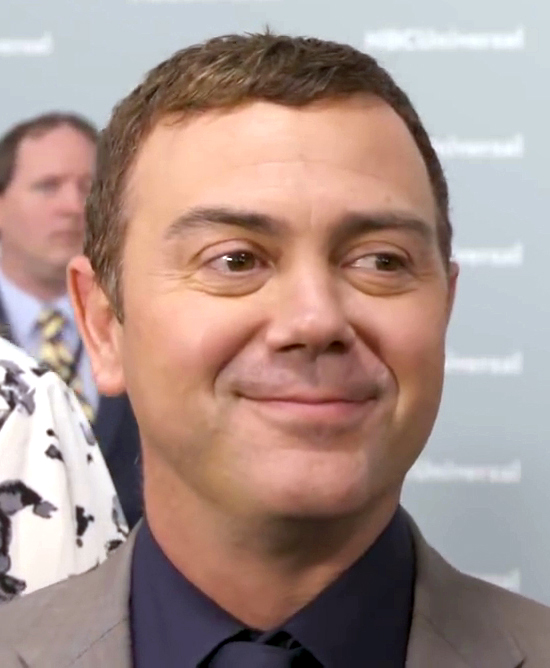
Joe Lo Truglio interpreta Charles Boyle.
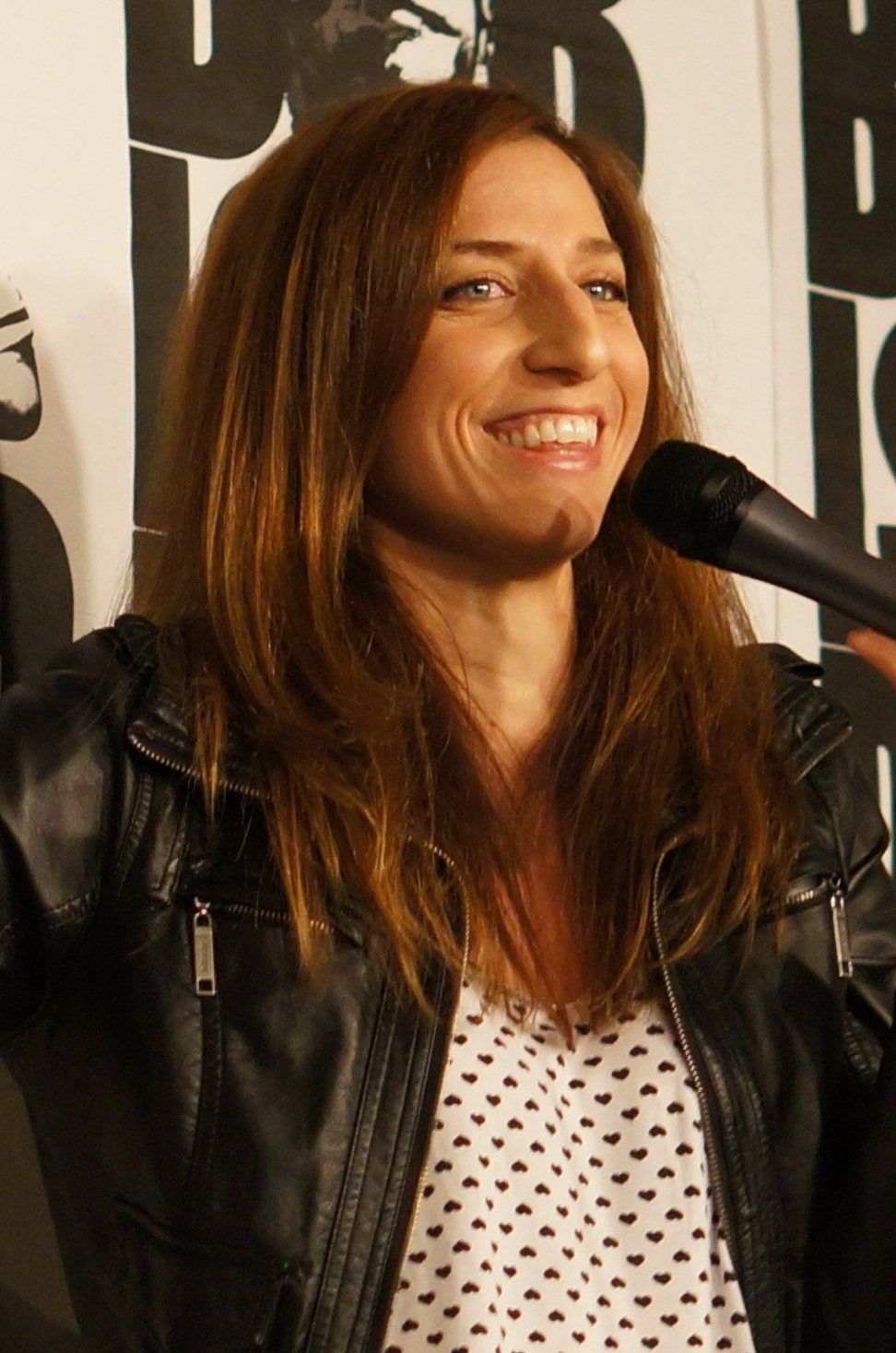
Chelsea Peretti interpreta Gina Linetti.
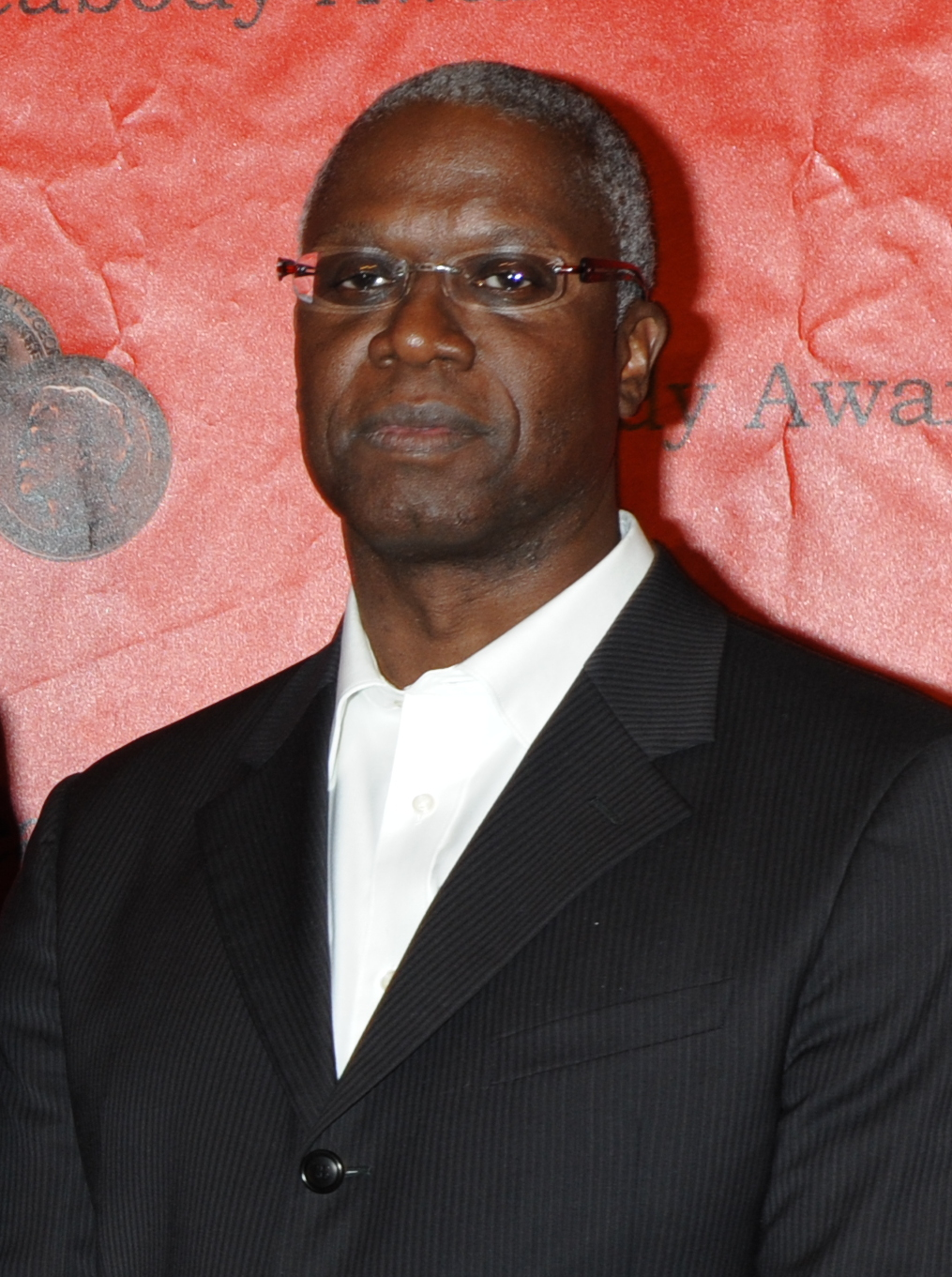
Andre Braugher interpreta Raymond Holt.

## Personaggi secondari
- Bob Annderson: Ex socio di Holt che si è successivamente trasferito all'FBI. Viene chiamato per aiutare a trovare una talpa che lavora per Figgis, salvo poi rivelare a Holt di essere lui la spia. Viene arrestato dal 99° e convinto a condividere le informazioni sul suo capo, portando all'arresto di Annderson e alla caduta dell'impero criminale di Figgis. Interpretato da Dennis Haysbert.
- Marshall Boone: Il capo dei vigili del fuoco della stazione dei pompieri locale. Guida il dipartimento dei pompieri in una rivalità con i detective del 99°, ma raggiunge un'intesa con Jake quando scoprono di essere stati entrambi abbandonati in giovane età dai loro padri. Interpretato da Patton Oswalt.
- Lynn Boyle: Il padre di Charles, un fiorista in pensione che, similmente al figlio, è eccessivamente impaziente e impulsivo. Nell'ultima stagione si scopre che Charles non è il suo figlio biologico, essendo stato concepito da un tradimento di sua moglie, ma ha deciso comunque di crescerlo come un Boyle. Interpretato da Stephen Root.
- Nikolaj Boyle: Un bambino lettone, figlio adottivo di Genevieve e Charles. Interpretato da Antonio Raul Corbo.
- Oliver Cox: Un tecnico di laboratorio che lavora come analista del DNA e medico legale presso il 99° distretto. Interpretato da Gabe Liedman.
- Kevin M. Cozner: Il marito di Holt, PhD e presidente del dipartimento di studi classici della Columbia University. Come il consorte, tende a mantenere un comportamento freddo, formale e privo di emozioni. Inizialmente nutre un forte disprezzo per la polizia di New York a causa delle discriminazioni che hanno inflitto a Holt per la sua etnia e per il suo orientamento sessuale, ma successivamente lega con i membri del 99°. Lui e Holt hanno un corgi di nome Cheddar, che trattano come un figlio. Nell'ottava stagione, gli impegni di Holt nella polizia portano a dei dissidi coniugali che si traducono nella separazione con Kevin, ma alla fine riescono a risolvere i loro problemi e rinnovano i loro voti nuziali davanti al 99°. Interpretato da Marc Evan Jackson.
- Olivia Crawford: Una candidata al ruolo di capitano di polizia con l'intenzione di eliminare i distretti, che entra in competizione con Holt, a sua volta candidato per il ruolo. Accetta di ritirare la sua candidatura in quanto lei e Holt sarebbero finiti in parità e perché apprezza l'onestà di Holt nel chiamare in causa il comitato di selezione per averla nominata solo per scopi di pubbliche relazioni e non per farla realmente vincere. Interpretata da Allison Tolman.
- Debbie: La sorella minore di Holt; al suo contrario, è molto chiassosa e loquace, ragion per cui Holt la mal sopporta. Interpretata da Niecy Nash.
- Julia Diaz: La madre di Rosa. A differenza del marito, impiega più tempo ad accettare la bisessualità della figlia. Interpretata da Olga Merediz.
- Oscar Diaz: Il padre di Rosa, un insegnante dal carattere molto simile alla figlia. Inizialmente lui e la moglie non prendono bene il coming out di Rosa, ma in seguito la accettano. Interpretato Danny Trejo.
- Jimmy "Il Macellaio" Figgis: Un boss del crimine che Pimento ha cercato di far arrestare per anni con una missione sotto copertura. Minaccia la vita di Jake e Holt, costringendoli ad essere messi nel programma di protezione testimoni in Florida, finché i due non riescono a farlo arrestare attirandolo in Florida e catturandolo con l'aiuto del 99°. Interpretato da Eric Roberts.
- Maura Figgis: Sorella del criminale Jimmy Figgis, a capo di una gang in un penitenziario femminile di massima sicurezza in Texas. Amy, spacciandosi per una detenuta, si infiltra nel suo gruppo per scoprire da lei l'identità del contatto di Figgis nell'FBI. Interpretata da Aida Turturro.
- Debbie Fogle: La partner di Holt quando viene declassato ad agente di pattuglia. Ha un atteggiamento molto ingenuo ed è diventata un'agente per risolvere l'omicidio della sorella gemella. In seguito, quando Boyle le consiglia di diventare più assertiva, inizia a lavorare per un noto boss della droga e ruba mitragliatrici e cocaina tra le prove della polizia. Jake e Rosa lo scoprono e cercano di ingannarla per farsi portare dal suo capo, ma lei perde la ragione dopo aver assunto della cocaina e li sopraffà. Inizialmente Rosa le è ostile, ma simpatizza con lei quando scopre che le sue cattive scelte sono derivate dai maltrattamenti subiti dai genitori e la convince ad aiutarli a catturare il suo capo e costituirsi. Grazie all'intercessione di Rosa, viene fatto intendere che otterrà una pena ridotta. Interpretata da Vanessa Bayer.
- Jenny Gildenhorn: La cotta d'infanzia di Jake, per il quale nutre ancora un certo interesse. Quando si rincontrano da adulti Jake cerca di approfittarne per dichiararsi a lei, senza successo. Interpretata da Jillian Davis (adulta) e da Tiffany Martin (giovane).
- Caleb John Gosche: Il compagno di cella di Jake nel periodo della sua detenzione ingiusta; è un ex falegname condannato per cannibalismo e omicidio di bambini. Lui e Jake stringono amicizia e Caleb arriva a salvarlo dall'essere ucciso. Viene poi trasferito in un'altra prigione e occasionalmente riceve la visita di Jake per ottenere aiuto per risolvere dei casi. Interpretato da Tim Meadows.
- Hank: Il barista dello Shaw's Bar, locale spesso frequentato dagli agenti del 99°. Non apprezza le loro buffonate, ma le tollera perché spendono molti soldi. Interpretato da Kevin Dorff.
- Melanie Hawkins: Una tenente a capo della task force più elitaria dell'NYPD. Jake e Rosa nutrono per lei una grande ammirazione e desiderano entrare nella squadra, salvo poi scoprire che in realtà è una criminale a capo di un gruppo di rapinatori di banche. Jake e Rosa cercano di smascherarla, ma Hawkins li incastra per rapina a mano armata e i due vengono arrestati e condannati alla prigione. Tuttavia, Holt riesce a ottenere informazioni facendo un patto con il mafioso Seamus Murphy, portando all'arresto di Hawkins e al rilascio di Jack e Rosa. Interpretata da Gina Gershon.
- Laverne Holt: Madre di Holt e giudice federale. Interpretata da L. Scott Caldwell.
- Geoffrey Hoytsman: Il capo di Sophia all'ufficio del difensore pubblico, dipendente da droga. Viene arrestato da Jake per uso da sostanze e per questo cerca di vendicarsi di lui in seguito, ma il suo piano viene sventato da Amy e Rosa. Interpretato da Chris Parnell.
- Bill Hummertrout: Un gigolò assunto da Charles e Jake per le cacce al tesoro di Halloween, venendo usato come diversivo per la sua somiglianza fisica con Boyle. Nel corso della serie subisce un notevole decadimento della vita privata, fino a diventare un senzatetto. Interpretato da Winston Story.
- Cagney e Lacey Jeffords: Le figlie gemelle di Sharon e Terry. Interpretate da Kelsey e Skyler Yates (terza e quarta stagione) e da Dani e Dannah Lockett (settima stagione).
- Sharon Jeffords: La moglie di Terry; pur essendo gentile e comprensiva con il marito e la sua professione, non le piace quando le dice bugie. I due hanno due figlie gemelle, Cagney e Lacey, e successivamente una terza, Ava. Interpretata da Merrin Dungey.
- Doug Judy: Un ladro e truffatore appassionato di auto Pontiac che sfugge ripetutamente all'arresto del 99°. Con il tempo stringe una strana amicizia con Jake, sebbene quest'ultimo cerchi continuamente di arrestarlo ogni volta che commette un crimine. In seguito cerca di riformarsi, sebbene ricaschi più volte nella delinquenza; alla fine della serie, Jake lo aiuta di nascosto a fuggire per permettergli di rifarsi una vita ad Amsterdam con la moglie. Ha una sorella, Judy, anche lei coinvolta nella criminalità. Interpretato da Craig Robinson.
- John Kelly: Il nuovo commissario di polizia di New York, dal comportamento condiscendente e sprezzante. Holt si oppone alle sue iniziative, che porterebbero la polizia a diventare più repressiva nei confronti della popolazione, al che Kelly reagisce peggiorando le condizioni di lavoro del 99°. In seguito presenta un'applicazione che permetterebbe l'invio di segnalazioni anonime, ma poi si scopre che in realtà l'applicazione serve per spiare i civili. Jake mette su una squadra speciale con cui smascherarlo e riesce a farlo licenziare, sebbene riesca comunque ad assicurarsi "un lavoro meglio retribuito nel settore privato". Interpretato da Phil Reeves.
- Kylie: L'unica amica di Amy al di fuori del distretto, lavora per il Dipartimento dei Registri. Interpretata da Sarah Baker.
- Darlene Linetti: La madre di Gina, un'agente di viaggio che condivide la sicurezza e la superstizione della figlia. Si sposa con Lynn Boyle, il padre di Charles, ma successivamente Gina la convince a chiedere il divorzio dopo aver scoperto che aveva tradito il consorte. Interpretata da Sandra Bernhard.
- Genevieve Mirren-Carter: Una curatrice d'arte che viene incastrata per un furto delle sue stesse opere. Viene scagionata da Charles e, avendo interessi simili, iniziano una relazione. In seguito vanno a convivere e adottano un figlio, Nikolaj. Interpretata da Mary Lynn Rajskub.
- Seamus Murphy: Un noto criminale malavitoso, a cui Holt chiede aiuto con riluttanza per smascherare Hawkins e scagionare Jake e Rosa, in cambio di un favore. Quando Murphy vuole riscuoterlo, Jake e Charles aiutano Holt a mantenere l'accordo mentre cercano di abbattere le sue attività illegali, ma il criminale lo scopre e minaccia la vita di Kevin. In seguito, Holt e Jake vengono catturati da Seamus, ma Kevin li salva, mentre Seamus e i suoi uomini vengono arrestati dall'FBI. Interpretato da Paul Adelstein.
- Lohank: Un lavoratore del turno di notte per il 99° che condivide la scrivania con Rosa. Soffre di cancro alla prostata e sua moglie dipende dagli antidolorifici. Possiede una baita estiva che presta in un'occasione ai protagonisti. Interpretato da Matt Walsh.
- Vivian Ludley: Un'autrice di libri di cucina che si lega sentimentalmente a Boyle. I due si fidanzano dopo poche settimane di frequentazione, ma lei lo lascia dopo che Boyle si rifiuta di trasferirsi in Canada con lei. Interpretata da Marilu Henner.
- Marcus: Il nipote di Holt. Rosa intraprende con lui una relazione nella seconda stagione, ma lo lascia nella terza a causa di incompatibilità di caratteri e per il desiderio prematuro di Marcus di sposarsi. Interpretato da Nick Cannon.
- McGintley: Capitano del 99° prima di Raymond Holt, venne licenziato per la sua inettitudine e il suo atteggiamento permissivo verso le bizzarre dirompenti di Jake e dei suoi colleghi. In seguito muore e la squadra partecipa al suo funerale a Los Angeles. Interpretato da Michael G. Hagerty.
- Frank O'Sullivan: Il presidente del NYPD "Patrolman's Union", un uomo testardo, ignorante e pomposo che ostacola costantemente i tentativi del 99° di riformare effettivamente la polizia. Vive ancora con sua madre nonostante abbia più di cinquant'anni, ha un'incredibile tolleranza all'alcol, è un grande fan di Billy Joel e considera i poliziotti infallibili e immeritevoli di qualsiasi conseguenza o punizione, indipendentemente dalla loro condotta. Nonostante i suoi tentativi di sabotare il programma di riforma della polizia, questo viene approvato, sebbene O'Sullivan viene comunque eletto al suo incarico a vita. Interpretato da John C. McGinley.
- Keith Pembroke: Soprannominato "L'Avvoltoio" è un poliziotto della Maor Crimes Unit, che ha la tendenza di occuparsi  personalità narcisista. Diventa per breve tempo il capitano del 99°, prima del ritorno di Holt. In seguito si fidanza con una donna di nome Jean e si appropria della sede del matrimonio di Jake e Amy, cercando di ricattare i due affinché non rivelino la sua vera natura a Jean, ma loro lo fanno comunque quando scoprono che è infedele alla donna. Successivamente, fa parte della squadra messa su da Jake per ingannare John Kelly. Interpretato da Dean Winters.
- Karen Peralta: La madre di Jake, un'insegnante d'arte in una scuola pubblica che ha cresciuto il figlio da sola dopo l'abbandono del marito. Nonostante ciò, nel corso della serie riprende a frequentare Roger, nonostante il disagio di Jake. Interpretata da Katey Sagal.
- Katie Peralta: Sorellastra di Jake, concepita in una delle numerose relazioni extraconiugali di Roger. Vive a Dallas e Jake cerca di stringere un legame con lei dopo aver scoperto della sua esistenza, ma fatica a gestire la sua inaspettata personalità caotica. Interpretata da Nasim Pedrad.
- Roger Peralta: Il padre di Jake, un pilota d'aereo. Roger è un marito fedifrago e pessimo genitore, avendo in passato tradito più volte la moglie Karen fino a lasciarla, oltre che aver segnato l'infanzia di Jake con il suo comportamento irregolare. In seguito cerca di riconciliarsi con Karen e Jake. Viene rivelato nella serie che, a causa delle sue relazioni con numerose donne, ha un numero imprecisato di figli oltre a Jake. Interpretato da Bradley Whitford.
- Walter Peralta: Il nonno paterno di Jake, un ammiraglio della Marina degli Stati Uniti che ha un rapporto teso con il figlio, similmente a come Roger ce l'ha con Jake. Jake cerca di riconciliare Roger e Walter in prossimità della nascita di suo figlio, senza successo. Interpretato da Martin Mull.
- Sophia Perez: Un'avvocata difensore con cui Jake esce nella seconda stagione. I due trascorrono una notte insieme prima che Jake scopra che lei rappresenta un criminale contro cui lui dovrà testimoniare. Nonostante l'iniziale ostilità, i due hanno una relazione che si interrompe quando Sophia lascia Jake per aver arrestato il suo capo per possesso di droga. Interpretata da Eva Longoria.
- Adrian Pimento: Un ex detective emotivamente instabile e volubile che ha passato dodici anni a lavorare sotto copertura in un clan malavitoso, carriera che lo ha portato a sviluppare nevrosi e paranoie potenzialmente pericolose per sé stesso e gli altri. Ha una relazione intermittente con Rosa, con cui arriva quasi a sposarsi. Dopo essere stato licenziato dalla polizia, diventa un investigatore privato e svolge altri vari lavori. Nel finale, viene affermato che è stato assunto per proteggere una miniera di diamanti da un branco di lupi. Interpretato da Jason Mantzoukas, doppiato in italiano da Alberto Caneva.
- Podolski: L'arrogante vice commissario di polizia del NYPD che usa la sua posizione per vantaggi personali, come tenere il figlio delinquente fuori di prigione. Interpretato da James M. Connor.
- Jocelyn Pryce: Ex ragazza di Rosa, lavora come cosmetologa. Interpretata da Cameron Esposito.
- Teddy Ramos: Un detective dell'82° distretto che ha avuto una relazione intermittente con Amy. Lei lo lascia per la sua personalità noiosa, ma lui continua a essere ossessionato dallo sposarla e le chiede più volte di farlo, anche dopo che lui stesso si è sposato e ha avuto dei figli. Interpretato da Kyle Bornheimer.
- Camila Santiago: La madre di Amy, che, come lei, occasionalmente può essere esageratamente autoritaria e competitiva. Interpretata da Bertila Damas.
- David Santiago: Il fratello maggiore di Amy, un tenente della polizia di New York di cui spesso Amy è gelosa, a causa dei suoi successi e del fatto di che è il figlio preferito dei genitori. Interpretato da Lin-Manuel Miranda.
- Victor Santiago: Il padre di Amy, un poliziotto in pensione che condivide il carattere eccessivamente controllante e competitivo con la figlia. Inizialmente non approva la sua relazione con Amy, ma cambia idea dopo che risolve con lui un suo vecchio caso. Interpretato da Jimmy Smits.
- Earl Scully: Il fratello gemello di Scully, identico a lui nel comportamento e nell'aspetto fisico. I due hanno litigato in quanto la moglie di Norm lo aveva tradito con Earl. Interpretato da Joel McKinnon Miller.
- Jason "CJ" Stentley: Capitano temporaneo del 99° mentre Holt e Jake sono sotto protezione testimoni. Essendo poco qualificato, dapprima è esageratamente remissivo e poi, sotto consiglio di Amy, diventa eccessivamente rigido. Viene rimosso dalla sua posizione come ricompensa per aver arrestato un importante spacciatore di droga, finché non viene dimostrata la sua mancanza di professionalità davanti a dei giornalisti. Jake lo assume nella sua squadra per far arrestare il commissario John Kelly, ma la sua incompetenza rischia di mandare all'aria il piano. Interpretato da Ken Marino.
- Madeline Wuntch: Vice capo della polizia di New York, che nutre una profonda ostilità reciproca con il capitano Holt. In passato erano soci e amici, finché non ebbero un litigio; Holt per lungo tempo crede che l'animosità di Wuntch nei suoi confronti derivi dal fatto che abbia respinto le sue avances sessuali, ma in seguito lei afferma che l'unica cosa che rispetti di Holt è la sua omosessualità, e che ce l'ha con lui per altri episodi. Wuntch, contrariamente a Holt, ha avuto una fruttuosa carriera che l'ha portata superarlo di grado, e cerca spesso di usare la sua posizione per ostacolare il 99° distretto, traendo piacere dai fallimenti di Holt, così come Holt prova compiacimento quando i piani di Wuntch non vanno a buon fine. Si allea brevemente con Holt e con il 99° per smascherare le attività illegali di Kelly, diventando il nuovo commissario e approfittando per declassare Holt ad agente di pattuglia approfittando di una falla burocratica. Successivamente muore prematuramente e Holt riottiene il suo grado di capitano, ammettendo che gli mancherà la sua rivalità con Wuntch. Interpretata da Kyra Sedgwick.
- Zeke: Il cognato disoccupato di Terry. Ha un fisico ancora più imponente di Terry, ragion per cui spesso ne approfitta per prendere in giro lui e il suo lavoro di poliziotto. Interpretato da Jamal Duff.